# Skoki narciarskie na Mistrzostwach Świata w Narciarstwie Klasycznym 1927
Skoki narciarskie na Mistrzostwach Świata w Narciarstwie Klasycznym 1927 – zawody w skokach narciarskich rozgrywane w ramach mistrzostw świata w narciarstwie klasycznym, przeprowadzone 2 lutego 1927 roku na skoczni Trampolino Italia w Cortinie d’Ampezzo, w celu wyłonienia trzeciego mistrza świata w skokach narciarskich.
Złoty medal w zawodach wywalczył reprezentant Szwecji Tore Edman, drugi był reprezentujący Czechosłowację Willen Dick, a trzeci rodak Edmana – Bertil Carlsson. Sklasyfikowano 36 skoczków z 8 krajów.
Poza konkursem wystartowało dwóch norweskich skoczków – Carlsen i Olavsen (drugi z nich był wówczas trenerem włoskich skoczków).
Na trybunach skoczni Trampolino Italia podczas zawodów zgromadziło się około 3 tysięcy widzów, w tym ówczesny następca włoskiego tronu.
Oprócz konkursu właściwego o mistrzostwo świata rozegrano również dodatkową rywalizację pokazową, w której najlepszy ustany skok oddał František Wende (52,5 m), a najdalsze próby wykonał Carlsen, jednak dwukrotnie upadał przy skokach na odległość 54 m.

## Wyniki konkursu
| Miejsce | Zawodnik                    | Państwo        | Skok 1 | Skok 2 | Nota   |
| ------- | --------------------------- | -------------- | ------ | ------ | ------ |
| 1.      | Tore Edman                  | Szwecja        | 46,5   | 54,0   | 18,420 |
| 2.      | Willen Dick                 | Czechosłowacja | 50,0   | 48,5   | 17,562 |
| 3.      | Bertil Carlsson             | Szwecja        | 44,0   | 51,5   | 17,435 |
| 4.      | Ernst Feuz                  | Szwajcaria     | 48,0   | 48,0   | 16,833 |
| 5.      | František Wende             | Czechosłowacja | 46,0   | 49,0   | 16,763 |
| 6.      | Vitale Venzi                | Włochy         | 49,5   | 49,0   | 16,527 |
| 7.      | Josef Schmidt               | Szwajcaria     | 44,5   | 48,0   | 16,520 |
| 8.      | Rudolf Neyer                | Niemcy         | 46,5   | 48,0   | 16,145 |
| 9.      | Erich Recknagel             | Niemcy         | 48,0   | 46,5   | 15,562 |
| 10.     | Luciano Zampatti            | Włochy         | 38,5   | 49,0   | 15,104 |
| 11.     | Hugo Hörtnagel              | Niemcy         | 43,0   | 44,5   | 14,900 |
| 12.     | Luigi Faure                 | Włochy         | 40,0   | 44,5   | 14,645 |
| 13.     | Adolf Rubi                  | Szwajcaria     | 40,5   | 43,0   | 14,602 |
| 14.     | Otakar Německý              | Czechosłowacja | 37,0   | 45,5   | 14,395 |
| 15.     | Adriano Fingo               | Włochy         | 39,0   | 45,0   | 14,229 |
| 16.     | Josef Bím                   | Czechosłowacja | 43,0   | 45,5   | 14,062 |
| 17.     | Josef Adolf                 | Czechosłowacja | 39,0   | 40,0   | 13,833 |
| 18.     | Andrzej Krzeptowski I       | Polska         | 36,5   | 39,0   | 13,645 |
| 19.     | Stanisław Gąsienica-Sieczka | Polska         | 38,9   | 45,0   | 13,583 |
| 20.     | Béla Szepes                 | Węgry          | 41,5   | 37,0   | 13,518 |
| 21.     | Johann Tryzna               | Czechosłowacja | 38,5   | 40,0   | 13,312 |
| 22.     | Gérard Vuilleumier          | Szwajcaria     | 41,0   | ?      | 13,270 |
| 23.     | Rudolf Burkert              | Czechosłowacja | 52,5   | ?      | 13,269 |
| 24.     | Beniamino Gally             | Włochy         | 34,0   | 39,5   | 13,062 |
| 25.     | Aleksander Rozmus           | Polska         | 33,0   | 34,5   | 12,769 |
| 26.     | Enrico Moiso                | Włochy         | 32,0   | 40,0   | 12,624 |
| 27.     | Gustav Müller               | Niemcy         | 51,0   | 48,5   | 12,166 |
| 28.     | Bronisław Czech             | Polska         | 33,5   | 39,0   | 12,062 |
| 29.     | Władysław Żytkowicz         | Polska         | 34,0   | 38,5   | 12,000 |
| 30.     | Hermann Freimann            | Szwajcaria     | ?      | ?      | 10,542 |
| 31.     | Ernesto Zardini             | Włochy         | ?      | 42,5   | 10,290 |
| 32.     | Pompanin                    | Włochy         | 40,5   | ?      | 10,145 |
| 33.     | Domenico Patterlini         | Włochy         | 39,5   | ?      | 9,750  |
| 34.     | Hans Rattay                 | Austria        | ?      | ?      | 9,478  |
| 35.     | Valente                     | Włochy         | 40,5   | ?      | 8,875  |
| 36.     | Johann Schult               | Niemcy         | 41,0   | 40,0   | 5,166  |
| PK      | Carlsen                     | Norwegia       | ?      | ?      | ?      |
| PK      | Olavsen                     | Norwegia       | ?      | ?      | ?      |